# Johann Kaspar Mertz
Pour les articles homonymes, voir Mertz.
Johann Kaspar Mertz, né à Presbourg (Royaume de Hongrie) le 17 août 1806 et mort le 14 octobre 1856 à Vienne (Autriche), était un compositeur et guitariste virtuose autrichien.

## Biographie
Mertz naît à Presbourg en 1806, où il apprend à jouer de la guitare et de la flûte. En 1834, il participe à un concert organisé par Johann Nepomuk Hummel, puis quitte Presburg pour s'installer à Vienne vers 1840 où il remporte un grand succès.
Il entame alors une tournée européenne, durant laquelle il rencontre la pianiste Josephine Plantin qu'il épousera le 14 décembre 1842 à Prague.
Sa rencontre avec le guitariste Nicolaï Petrovitch Makaroff (1810-1890) est relatée dans les mémoires de ce dernier et donne lieu à une brève description physique, mais surtout à une critique très élogieuse des compositions de Mertz, en particulier celles qu'il n'a pas publiées car jugées trop difficiles par son éditeur qui lui demandait de les adapter, ce à quoi, toujours selon Makaroff, il se refusait.

## Compositions

### Pour guitare seule
Mertz laissa un grand nombre d'œuvres pour son instrument, s'inspirant de Robert Schumann, Felix Mendelssohn ou Franz Schubert, duquel il transcrira plusieurs de ses lied pour guitare seule (Op. 12 / 22) mais aussi des grands airs d'opéra qu'il reprit en fantaisie de concert d'une grande virtuosité. Ses œuvres les plus notables sont, entre autres, son Bardenklänge Op. 13, Dosugi Op. 19.
- Originelle Ungarische, Op. 1
- Nachtviolen, Op. 2
- 2 Polonaises et Mazurkas, Op.3
- 3 Nocturnes, Op. 4
- Cyanen, Op.5
  - Largo
  - Marcia - Trio
  - Polacca
- Le Carneval de Venice (Air Varié), Op. 6
- (Op. 7 Perdu)
- Opern-Revue, Op. 8, Nos. 1-33
- VI Ländler, Op. 9
- (Op. 10 Perdu)
- Introduction et Rondo Brillant, Op. 11
- VI Ländler, Op. 12
- Bardenklänge, Op. 13.
  - An Malvina
  - Romanze
  - Abenlied 
  - Unruhe 
  - Elfenreigen
  - An Die Entfernte
  - Etude 
  - Capriccio 
  - Gondoliera 
  - Liebeslied 
  - Fingals-Hohle 
  - Gebeth 
  - Tarantelle 
  - Variations Mignonnes
  - Kindermarchen
  - Rondino
  - Romanze
  - Scherzo
  - Sehnsucht
  - Lied on Wohrte
  - Mazurka
  - Polonaise Favorites Nos. 1-7
  - Romanze
  - Walzer in Landlerstyl
- Divertissement sur un Motif de l'Opéra : Linda di Chamounix (Donizetti), Op. 14
- Divertissement sur un Motif de l'Opéra : Don Pasquale (Donizetti), Op. 15
- Martha, Op. 16
- Zingeunerin, Op. 17
- (Op. 18 Perdu)
- Dosugi, Op. 19
  - Piano dell' Amante
  - Souvenir de Choulhoff
  - Le Romantique
  - Les Adieux
- Der Prophet de Meyerbeer, Op. 21
- 2 chants transcrit pour guitare seule, Op. 22
  - Agathe (Franz Abt)
  - Lob der Thranen (Franz Schubert)
- (Op. 23 Perdu)
- 2 transcriptions pour guitare seule, Op. 24
  - Glockentöne (Heinrich Proch)
  - Die Fahnenwacht  (Peter Josef von Lindpaintner)
- (Op. 25, 26 Perdus)
- Linda di Chamounix de Donizetti, Op. 27
- Fantaisie sur un Air de l'Opéra Don Juan de Mozart, Op. 28
- Fantaisie sur un Air d'Alessandro Stradella, Op. 29
- Fantaisie sur un Air de l'Opéra Belisario de Donizetti, Op. 30
- Fantaisie sur un Air de l'Opéra La Part du Diable de Daniel-François-Esprit Auber, Op. 31
- Divertissement sur un Air de l'Opéra Der Prophet de Meyerbeer, Op. 32
- Original Steyrer Tanze, Op. 33
- Das Blümlein (Heinrich Proch), Op. 34
- Die Nachtwandlerin, Op. 35
- (Op. 36, 37 Perdus)
- 3 Duos pour 2 guitares, Op. 38
  - Deutsche Weise
  - Barcarole. Impromptu
  - Der Ball
- (Op. 39 Perdu)
- Mazurka pour Guitare et Pianoforte, Op. 40
- Barcarole pour Guitare et Pianoforte, Op. 41
- Caprice, Op. 50
- Duos pour 2 Guitares sur Alessandro D'Astrella, Op. 51

### Musique de Chambre
Mertz composa principalement des duos pour guitare et terz guitare, principalement jouée sur guitare classique avec un capodastre en 3ème position. Cependant, il composa avec sa femme Joséphine Plantin (1820-1903), pianiste, des duos pour guitare et pianoforte et aussi des lied pour guitare ou pianoforte et voix.
- 2 Lied pour Voix, Guitare et Pianoforte, Op. 52
  - Verlust
  - Der Zithernschlager